# Villaggio Timmari
Villaggio Timmari (dal bizantino Timbarion - monticello) è una località collinare a pochi chilometri da Matera, presso la quale sorge un'importante necropoli Greco apula.

## Geografia
Timmari è un pianoro collinare boscoso del territorio comunale di Matera che culmina a 451 m. nel Monte Timbro. Località di interesse archeologico e storico, è stata per i materani sempre considerata una località di villeggiatura e dista 16 km dal centro di Matera.
La collina sorge sul lato sinistro del fiume Bradano e domina il lago artificiale di San Giuliano creando una cornice di notevole valore paesaggistico. Le pendici che scendono in direzione del lago di San Giuliano sono in gran parte rimboschite soprattutto da pini e cipressi (Pinus Halepensis e Cupressus Sempervirens) e in alcuni casi anche con piante di eucalipto nelle stazioni più a fondo valle. Il rimboschimento ha permesso alle essenze mediterranee di ricrescere e riformare in molte stazioni il bosco tipico mediterraneo composto da lecci e roverelle con sottobosco di lentisco, ginepro, fillirea, olivastro ecc. Il bosco originario è soprattutto presente al di sopra della linea isoipse di 400 metri, quindi sulle pendici a ridosso degli altipiani della sommità della collina. Questo intervento antropico è stato il risultato della famosa guerra del grano, lanciata dal regime fascista all'indomani delle sanzioni economiche decretate dalla Società delle Nazioni dopo l'invasione dell'Etiopia (o Abissinia) del 1936.
La collina di Timmari da un punto di vista geologico è caratterizzata da banchi di argille marnoso-calcaree sovrapposti che si sono sollevati dallo scontro delle placche tettoniche dell'Appennino e Adriatico e proprio nelle immediate vicinanze lungo il torrente che discende dalla vicina collina di Picciano sorgono alcuni vulcanelli di argilla che con una certa intermittenza emettono fango bollente e possono dar luogo a colate di fango per alcuni chilometri. Mantengono approssimativamente un'orientazione SO-NE, caratteristica comune alle colline plioceniche e che sono sede di fenomeni erosivi conosciuti come calanchi. In base al fenomeno erosivo le formazioni calanchive sono presenti lungo le pendici e sono soprattutto visibili sulle pendici parzialmente rimboschite che si intravedono dal lato da Matera.
La parte superiore della collina, presenta invece conglomerati e sabbie di Marano. Al contatto di queste due formazioni geologiche predominante sgorgono alcune sorgenti perenni che hanno permesso l'insediamento umano fin dal neolitico.

## Storia
La località di Timmari fu abitata fin dal neolitico e durante l'età del ferro (XI-X sec.a.C.) cominciò a prendere le caratteristiche di centro abitato sviluppandosi sui pianori di San Salvatore e Camposanto. La comunità dell'età del ferro presenta caratteristiche culturali (ceramica, stipo di sepoltura...) del gruppo culturale dei Peuceti, popolo appulo che occupò grossomodo il territorio compreso tra l'Adriatico fino al Bradano corrispondente alla provincia di Bari e parte della provincia di Matera. Difatti si ritrovano altri antichi centri peuceti anche nelle vicine Montescaglioso e Irsina. Il periodo di maggior splendore di questa comunità è stato probabilmente tra il VII e il VI secolo a.C., basandosi sulle necropoli ritrovate e studiate soprattutto da Domenico Ridola e Quintino Quagliati in località Lama San Francesco anche conosciuta come Vigna Coretti. Diversi scavi sono stati effettuati in questa località e al di là di urne funerarie contenenti i resti semi-carbonizzati soprattutto di infanti in tenera età, non sono stati ritrovati resti architettonici per poter avere una ricostruzione dell'ipotetico santuario. La presenza di un pozzo testimonia la presenza di un'antica sorgente e le pietre usate per i muretti a secco e le scarpate andrebbero studiate meglio per individuarne un'utilizzazione come materiale dell'antico santuario.
Il centro abitato entrò in crisi alla fine del VI secolo e per buona parte del V secolo dovuto all'arrivo di nuove genti, i Lucani. Quest'ultimi non risultano aver alterano la composizione culturale e etnografica della Timmari peuceta, ma indubbiamente economicamente aveva interrotto lo scambio di merci tra la costa ionica e l'entroterra della valle del Bradano. Difatti Timmari fungeva da nodo commerciale tra il mondo greco e quello italico. Questo ruolo fu ripristinato soprattutto alla fine del V e durante il IV secolo. Molti i reperti di fattura magno-greca ritrovati soprattutto sulla collina di San Salvatore con una tomba di fattura principesca che hanno portato alcuni studiosi ad ipotizzare che Timmari possa essere stata la località della sepoltura del famoso Alessandro il Molosso, zio materno di Alessandro Magno. Secondo fonti storiche greche antiche (Strabone), il Molosso fu sepolto nella capitale dei Lucani, Pandosia la quale si ipotizza possa essere o nei pressi di Santa Maria d'Anglona presso Tursi (MT) o nei pressi di Castrolibero o Acri non lontano da Cosenza, o in più luoghi causa lo straziamento del corpo, a Metaponto risulta fossero state mandate alcune ossa del re alla sua guarnigione stanziante (Tito Livio). Nella tomba principesca di Timmari risultano cremate all'uso greco e non solo inumate come accadeva in Magna Grecia (Metaponto, Posidonia, Taranto) di fondazione peloponnesiaca, poche ossa compreso un cranio . Inoltre Timmari, non incorporata nella confederazione dei Lucani, risultava eccentrica rispetto al territorio occupato dai Lucani. Timmari sopravvisse alle guerre annibaliche che stravolsero in maniera drastica gran parte delle contrade coinvolte nelle guerre puniche. La frequentazione della collina quindi si protrasse per tutto l'Impero Romano fino a scomparire agli inizi del VI secolo A.D., periodo di altri sconvolgimenti bellici che funestarono la penisola italica: le guerre gotiche.
Sulla collina di San Salvatore è presente la chiesa di San Salvatore che in antichità fu un monastero benedettino, denominato San Nicola de Timaris. Alcuni ritrovamenti sembrano mostrare la presenza di un piccolo nucleo abitativo nelle immediate vicinanze del monastero. Comunque sia è molto probabile che la caratteristica più probabile con la quale si presentava Timmari è stata dal Medio Evo fino al 1900 come villaggio agricolo sparso tra i boschi e i pascoli.
Nonostante non si siano trovate finora le tracce di un castello, la famiglia a cui apparteneva la collina di Timmari, i Gattini, si fregiavano del titolo di Conti del Castello di Timaris (Timmari), Picciano (santuario vicino) e Palomba. La presenza di alcune colline che emergono dall'altipiano lasciano intravedere i resti di alcune antiche costruzioni ma non è stato ancora individuato il sito dell'antico maniero.
Negli anni 1920, sorse il moderno centro abitato di Timmari grazie ai sovvenzionamenti dell'Opera Nazionale Combattenti. Del villaggio originario sopravvivono ancora la chiesa di San Salvatore che in passato fino agli anni '60 è stata usata soprattutto come scuola elementare e frequentata dai figli dei contadini che si erano insediati a Timmari e alcune casette a schiera. La presenza di due jazzi di cui uno comunale testimonia l'impatto dell'industria armentizia che dominava tutta la parte sinistra del bacino del Bradano dalla Capitanata fino alla pianura della Dogana sotto Montescaglioso, territorio costellato dalle rovine di jazzi e oggi dalle casette della Riforma agraria del secondo dopoguerra.
Negli anni '70 e '80, con il boom economico, molti materani hanno costruito una casa di villeggiatura, difatti Timmari ha sempre avuto la reputazione di avere un'aria salubre. Nel 2010 il villaggio contava solo 16 residenti anche se c'è tuttora un discreto numero di famiglie che ci abitano mantenendo la residenza a Matera città. 
Dall'antico centro abitato del periodo greco-romano, provengono molte statuette votive in terracotta e corredi funerari con armature in bronzo e monumentali vasi a figure rosse e parte delle opere d'arte rinvenute sono esposte al  Museo archeologico nazionale Domenico Ridola di Matera.
La località Timmari è stata inserita nel 2005 nella lista dei Siti di interesse comunitario predisposta dal Ministero dell'Ambiente ed è classificato tra i luoghi di interesse del Fondo Ambiente Italiano.